# Batu Gemuk
Batu Gemuk is een bestuurslaag in het regentschap Deli Serdang van de provincie Noord-Sumatra, Indonesië. Batu Gemuk telt 447 inwoners (volkstelling 2010).